# Judith Westervelt
Judith Westervelt (23 februari 1994) is een Nederlands voetballer die tot 2015 uitkwam voor FC Twente. In 2015 verliet ze FC Twente nadat er een reorganisatie plaatsvond bij de club.

## Carrièrestatistieken
| Seizoen                    | Club            | Land            | Competitie          | Competitie | Competitie | Beker | Beker | Internationaal | Internationaal | Overig | Overig | Totaal | Totaal |
| Seizoen                    | Club            | Land            | Competitie          | Wed.       | Dlp.       | Wed.  | Dlp.  | Wed.           | Dlp.           | Wed.   | Dlp.   | Wed.   | Dlp.   |
| -------------------------- | --------------- | --------------- | ------------------- | ---------- | ---------- | ----- | ----- | -------------- | -------------- | ------ | ------ | ------ | ------ |
| 2012/13                    | FC Twente       | Nederland       | Women's BeNe League | 3          | 0          | 0     | 0     | –              | –              | –      | –      | 3      | 0      |
| 2013/14                    | FC Twente       | Nederland       | Women's BeNe League | 9          | 0          | 0     | 0     | –              | –              | –      | –      | 9      | 0      |
| 2014/15                    | FC Twente       | Nederland       | Women's BeNe League | 4          | 1          | 0     | 0     | –              | –              | –      | –      | 4      | 1      |
| Carrière totaal            | Carrière totaal | Carrière totaal | Carrière totaal     | 16         | 1          | 0     | 0     | 0              | 0              | 0      | 0      | 16     | 1      |
| Bijgewerkt tot 15 mei 2015 |                 |                 |                     |            |            |       |       |                |                |        |        |        |        |

## Erelijst

### MetFC Twente
| Nationaal               |    |                  |
| Landskampioen Nederland | 2× | 2012/13, 2013/14 |